# Hungen
Hungen – miasto w Niemczech, w kraju związkowym Hesja, w rejencji Gießen, w powiecie Gießen.